# Europa van Vrijheid en Directe Democratie
Europa van Vrijheid en Directe Democratie (EVDD) (Engels: Europe of Freedom and Direct Democracy (EFDD); Frans: Europe libertés démocratie directe (ELDD)) was een eurosceptische fractie in het Europees Parlement.

## Geschiedenis

### Fractievorming voor het 8e Europees Parlement
Na de Europese parlementsverkiezingen in 2014 liep de fractie van Europa van Vrijheid en Democratie leeg; alleen de vertegenwoordigers van het Verenigd Koninkrijk (United Kingdom Independence Party) en Litouwen (Tvarka ir teisingumas) bleven over.
Op 12 juni 2014 besloot de Italiaanse partij MoVimento 5 Stelle, na een onder de leden gehouden referendum, tot de fractie toe te treden. Op 18 juni 2014 slaagde men erin een volwaardige fractie te vormen, nadat ook parlementsleden uit Frankrijk (een afgescheiden lid van het Front National), Letland, Tsjechië en Zweden zich bereid verklaard hadden tot de fractie toe te treden.
De naam van de fractie werd op 24 juni 2014 gewijzigd in Europa van Vrijheid en Directe Democratie.

### Opheffing fractie (I)
Op 16 oktober 2014 verliet het Letse lid Iveta Grigule de EVDD-fractie. Hierdoor werd niet langer voldaan aan de vereisten voor vorming van een Europese fractie. De fractie werd opgeheven, en de fractieleden werden toegevoegd aan de groep niet-fractiegebonden leden van het Europees Parlement.

### Heroprichting fractie
Op 20 oktober 2014 trad Robert Iwaszkiewicz, Pools lid van het Parlement en behorend tot de niet-fractiegebonden leden van het Europees Parlement, toe tot de EVDD-fractie. Hierdoor werd weer voldaan aan de vereisten voor de vorming van een fractie. De fractie werd opnieuw ingesteld.

### Opheffing fractie (II)
Na de Europese parlementsverkiezingen in 2019 bleek het niet meer mogelijk voldoende afgevaardigden te binden om een fractie te vormen. De fractie werd op 1 juli 2019 opgeheven.

## Leden

Europa van Vrijheid en Directe Democratie had parlementsleden uit 8 lidstaten, waarvan 4 met meerdere parlementsleden (donkercyaan) en 4 met één parlementslid (lichtcyaan).

| Land                    | Nationale partij                         | Zetels |
| Land                    | Nationale partij                         | 2014   |
| ----------------------- | ---------------------------------------- | ------ |
| Frankrijk               | onafhankelijk                            | 1      |
| Italië                  | MoVimento 5 Stelle                       | 17     |
| Letland                 | Latvijas Zemnieku savienība              | 1      |
| Litouwen                | Tvarka ir teisingumas                    | 2      |
| Tsjechië                | Svobodní                                 | 1      |
| Verenigd Koninkrijk     | UK Independence Party                    | 24     |
| Zweden                  | Sverigedemokraterna                      | 2      |
| totaal                  | totaal                                   | 48     |
| mutaties na 1 juli 2014 |                                          |        |
| Letland                 | Latvijas Zemnieku savienība              | -1     |
| Polen                   | Congres van Nieuw Rechts                 | +1     |
| Verenigd Koninkrijk     | UK Independence Party/Conservative Party | -1     |
| Litouwen                | Tvarka ir teisingumas                    | -1     |
| Verenigd Koninkrijk     | UK Independence Party                    | -1     |
| Duitsland               | Alternative für Deutschland              | +1     |
| Verenigd Koninkrijk     | UK Independence Party                    | -1     |
| Verenigd Koninkrijk     | UK Independence Party                    | -1/+1  |
| Italië                  | MoVimento 5 Stelle                       | -1     |
| Italië                  | MoVimento 5 Stelle                       | -1     |
| Frankrijk               | onafhankelijk                            | +2     |
| Verenigd Koninkrijk     | UK Independence Party/onafhankelijk      | 0      |
| Italië                  | MoVimento 5 Stelle                       | -1     |
| Frankrijk               | onafhankelijk                            | +1     |
| Verenigd Koninkrijk     | UK Independence Party                    | -1/+1  |
| Frankrijk               | Front National                           | +1     |
| Zweden                  | Sverigedemokraterna                      | -2     |
| Frankrijk               | Rassemblement National/onafhankelijk     | +1     |
| Verenigd Koninkrijk     | UK Independence Party/onafhankelijk      | 0      |
| Verenigd Koninkrijk     | UK Independence Party/onafhankelijk      | 0      |
| Verenigd Koninkrijk     | UK Independence Party/onafhankelijk      | 0      |
| Verenigd Koninkrijk     | UK Independence Party/onafhankelijk      | 0      |
| Verenigd Koninkrijk     | UK Independence Party/onafhankelijk      | 0      |
| Verenigd Koninkrijk     | UK Independence Party/onafhankelijk      | 0      |
| Verenigd Koninkrijk     | UK Independence Party/onafhankelijk      | 0      |
| Verenigd Koninkrijk     | UK Independence Party/onafhankelijk      | 0      |
| Verenigd Koninkrijk     | UK Independence Party                    | -1     |
| Verenigd Koninkrijk     | UK Independence Party/onafhankelijk      | 0      |
| Verenigd Koninkrijk     | UK Independence Party/onafhankelijk      | 0      |
| Italië                  | MoVimento 5 Stelle                       | 0      |
| Italië                  | MoVimento 5 Stelle                       | 0      |
| Verenigd Koninkrijk     | UK Independence Party/onafhankelijk      | 0      |
| Verenigd Koninkrijk     | UK Independence Party                    | -1     |
| Verenigd Koninkrijk     | UK Independence Party/onafhankelijk      | 0      |
| Verenigd Koninkrijk     | UK Independence Party                    | -1     |
| Verenigd Koninkrijk     | UK Independence Party/onafhankelijk      | 0      |
| Verenigd Koninkrijk     | UK Independence Party/onafhankelijk      | 0      |
| Verenigd Koninkrijk     | UK Independence Party/onafhankelijk      | 0      |
| totaal                  | totaal                                   | 42     |